# Hyphantria brunnea
Hyphantria brunnea là một loài bướm đêm thuộc phân họ Arctiinae, họ Erebidae.